# Día Mundial de la Lengua Árabe
El Día Mundial de la Lengua Árabe es una jornada que se celebra anualmente el 18 de diciembre desde 2012, fue establecida por el Consejo Ejecutivo de la Unesco en ese mismo año.

## Proclamación
Con motivo del Día Internacional de la Lengua Materna, celebrado el 21 de febrero, el Departamento de Información Pública de las Naciones Unidas anunció el 19 de febrero de 2010 el lanzamiento de los Días de las Lenguas en las Naciones Unidas. El Consejo Ejecutivo de la Unesco promovió la celebración de este día el 8 de octubre de 2012. El multilingüismo en la Organización de las Naciones Unidas (ONU) es un reflejo de su compromiso con la inclusión, el respeto por la diversidad cultural y la promoción de la comprensión mutua entre los pueblos de diferentes regiones lingüísticas. La ONU reconoce seis idiomas oficiales: árabe (18 de diciembre), chino (20 de abril), inglés (23 de abril), francés (20 de marzo), ruso (6 de junio) y español (23 de abril), con el objetivo de promover su uso igualitario en todas las operaciones de la organización. Esta política multilingüe no solo facilita la comunicación efectiva y la participación de todos los Estados miembros, sino que también sirve como un instrumento para preservar y celebrar la rica diversidad lingüística y cultural del mundo.

## Celebración
Este día se celebra el 18 de diciembre, en conmemoración del 18 de diciembre de 1973, fecha en la que la Asamblea General de las Naciones Unidas adoptó el árabe como el sexto idioma oficial de la organización. La primera celebración oficial del Día Mundial de la Lengua Árabe tuvo lugar en 2012. Desde entonces, se organizan conferencias, seminarios, exhibiciones culturales y competiciones de caligrafía a nivel mundial, todas diseñadas para resaltar la riqueza de la lengua árabe y su influencia cultural. Estas actividades no solo celebran el idioma, sino también la herencia cultural y la historia que lo acompañan, fomentando un mayor aprecio y comprensión de la diversidad cultural.

## Temas
- 2012: Primera celebración[12]
- 2013: UNESCO destaca contribución del idioma árabe a la cultura universal[14]
- 2014: Arabic Calligraphy,[15] ('Caligrafía árabe')
- 2015: The Arabic language in Science and Thecnology,[16] ('La lengua árabe en ciencia y tecnología')
- 2016: The dissemination of the Arabic language,[17] ('La difusión de la lengua árabe')
- 2017: New technologies,[18] ('Nuevas tecnologías')
- 2018: Arabic Language and Youth,[19] ('Lengua árabe y juventud')
- 2019: La lengua árabe y la inteligencia artificial[20]
- 2020: Arabic Language Academies,[21] ('Las Academias de la Lengua Árabe')
- 2021: Arabic Language, a bridge between civilisations,[22] ('La lengua árabe, un puente entre civilizaciones')
- 2022: La contribución de la lengua árabe a la civilización y a la cultura humanas[23]
- 2023: El árabe - la Lengua de la Poesía y las Artes[13][24]